# Andreas Löschel
Andreas Löschel (* 1971) ist ein deutscher Ökonom und Inhaber des Lehrstuhls für Umwelt-/Ressourcenökonomik und Nachhaltigkeit, an der Ruhr-Universität Bochum. Er ist zudem Alfried Krupp Senior Fellow am Alfried Krupp Wissenschaftskolleg in Greifswald. Das F.A.Z.-Ökonomenranking 2017 zählt ihn zu den 50 einflussreichsten Ökonomen in Deutschland.

## Ausbildung und Beruf
Löschel studierte Volkswirtschaft an der Friedrich-Alexander-Universität Erlangen-Nürnberg und Wayne State University in Detroit. 2003 folgte eine Promotion an der Universität Mannheim (summa cum laude). Löschel habilitierte 2009 an der Universität Oldenburg.
Seit 2011 ist Löschel Vorsitzender der Expertenkommission zum Monitoring-Prozess „Energie der Zukunft“ der Bundesregierung und seit 2017 gewähltes Mitglied der Deutschen Akademie der Technikwissenschaften. Er ist außerdem im Forschungsforum Energiewende des Bundesministeriums für Bildung und Forschung sowie Teil des Kuratoriums „Energiesysteme der Zukunft“ der Bundesregierung. Löschel ist Leitautor der Arbeitsgruppe 3 zum 6. Sachstandsbericht des IPCC und zum 5. Sachstandsbericht des IPCC. Seit 2005 ist Löschel ein Senior Researcher am Zentrum für Europäische Wirtschaftsforschung (ZEW) und war dort zwischen 2007 und 2014 Leiter des Forschungsbereichs „Umwelt- und Ressourcenökonomik, Umweltmanagement“. Von 2010 bis 2014 war er Professor für Volkswirtschaftslehre mit Schwerpunkt Umwelt- und Ressourcenökonomik an der Ruprecht-Karls-Universität Heidelberg. Löschel berät seit 2015 die Firma Aurora Energy Research Limited. Er war Stipendiat der Friedrich-Naumann-Stiftung für die Freiheit.
Von 2014 bis 2021 war er Inhaber des Lehrstuhls für Mikroökonomik, insb. Energie‐ und Ressourcenökonomik, und Direktor des Centrums für Angewandte Wirtschaftsforschung an der Westfälischen Wilhelms‐Universität Münster.
Er engagiert sich in der Akademieninitiative Energiesysteme der Zukunft (ESYS), die von den Wissenschaftsakademien acatech, Leopoldina und Akademienunion 2013 gestartet wurde. So wirkte er bereits in einigen Arbeitsgruppen mit, die Publikationen zur Energiewende erarbeiten. Zudem ist er Mitglied des ESYS-Direktoriums, das die Initiative leitet und nach außen vertritt.

## Forschung
Löschels Forschungsinteresse gilt der angewandten Mikroökonomik, insbesondere Fragestellungen der Energie- und Klimaökonomik.
Er war Gastwissenschaftler am Massachusetts Institute of Technology (MIT) (2003), der Universität Stanford (2005), der Australian National University (ANU) (2010, 2011), der Tsinghua-Universität Peking (2013), der Universität Vigo und der University of Oxford sowie an der University of International Business and Economics in Peking. Seit 2013 ist Löschel Gastprofessor an der University of International Business and Economics in Peking.

## Publikationen (Auswahl)
- mit L. Clarke, K. Jiang, K. Akimoto, M. Babiker, G. Blanford, K. Fisher-Vanden, J.-C. Hourcade, V. Krey, E. Kriegler, D. McCollum, S. Paltsev, S. Rose, P. R. Shukla, M. Tavoni, B. C. C. van der Zwaan und D. P. van Vuuren: Assessing Transformation Pathways. In: O. Edenhofer, R. Pichs-Madruga, Y. Sokona, E. Farahani, S. Kadner, K. Seyboth, A. Adler, I. Baum, S. Brunner, P. Eickemeier, B. Kriemann, J. Savolainen, S. Schlömer, C. von Stechow, T. Zwickel und J.C. Minx (Hrsg.): Climate Change 2014: Mitigation of Climate Change. Contribution of Working Group III to the Fifth Assessment Report of the Intergovernmental Panel on Climate change. Cambridge University Press, Cambridge, 2014.
- F. Jotzo und A. Löschel: The rise of emissions trading in Asia. Editor of the Special Issue of Energy Policy 75, 2014.
- A. Löschel, G. Erdmann, F. Staiss, H.-J. Ziesing: Report of the Energy Expert Commission to Monitor the Energy Transformation in Germany on the Fourth Monitoring Report of the German Government. 2015.
- A. Löschel, G. Erdmann, F. Staiss, H.-J. Ziesing: Report of the Energy Expert Commission to Monitor the Energy Transformation in Germany on the Fifth Monitoring Report of the German Government. 2015.